# Kraft-Alexander zu Hohenlohe-Oehringen
Kraft-Alexander Waldemar August Christian Ernst Gottfried Prinz zu Hohenlohe-Oehringen (* 2. November 1925 in München; † 10. März 2006 in Fürth) war Schauspieler, Regisseur und Theaterintendant.

## Familie
Er war der jüngere von zwei Söhnen von Max Hugo Prinz zu Hohenlohe-Oehringen (1893–1951) auf Meffersdorf (Oberlausitz) und dessen Gattin Marie-Gabriele Gräfin von Faber-Castell (1900–1985).
Seine erste Ehe ging Kraft-Alexander zwischen 1949 und 1955 mit Dagmar Engelbrecht (1926–1988) ein. Dieser Ehe entstammen die beiden Kinder Alexander (* 1951) und Feodora (* 1952). In zweiter Ehe heiratete er 1957 die Schauspielerin Sibylle Dochtermann (1932–2007), die nach der Scheidung 1970 seinen Bruder Rupprecht heiratete (bis 1973). Seine dritte Ehe wurde 1970 mit Ursula Rieck (1938–2017) geschlossen und sollte bis 1979 andauern. Ab 1978 lebte er mit Renate Elisabeth Angelika Müller (* 1943) zusammen, welche er 1988 heiratete.

## Leben
Mit 10 Jahren stand er 1936 zusammen mit Emil Jannings in dem Film Traumulus vor der Kamera. 1943 trat er in die Wehrmacht ein und kam im September 1945 mit einer schweren Verwundung aus der Kriegsgefangenschaft. Im Oktober desselben Jahres wurde er Schauspielanfänger und war bis 1948 Schauspieler an den Städtischen Bühnen Nürnberg-Fürth sowie bis 1950 in Heidelberg.
Im Jahre 1951 war er Mitbegründer der Burgfestspiele Jagsthausen. Bis 1952 wirkte er am Hessischen Staatstheater Wiesbaden. Dort spielte er im Alter von 25 Jahren den Mephisto in Faust I. Zwischen 1952 und 1956 hatte er einen Vertrag als Schauspieler in Zürich, wo er auch Leiter der universitären Theatergruppe war. Bis 1959 arbeitete er in Hamburg als Mitdirektor und Regisseur des avantgardistischen theater 53 und als Gastregisseur am Thalia Theater. Gleichzeitig hatte er die Funktion eines Regisseurs der Hörspielabteilung des NDR inne.
Ab 1959 war er als Oberspielleiter am Stadttheater Münster tätig (bis 1961) und fungierte an mehreren Schauspielhäusern als Intendant (Stadttheater Konstanz von 1963 bis 1968, Luzern von 1968 bis 1972 und Fürth von 1972 bis 1990). Zwischenzeitlich (1973–1975) verpflichtete er sich als Intendant der Burgfestspiele Jagsthausen.
Eine seiner spektakulärsten Aktionen war die Absetzung der Aufführung von Camus’ DIE GERECHTEN am Abend nach dem Kennedy-Mord 1963, die er am damaligen Intendanten Theo Stachels vorbei durchsetzte. In der darauf folgenden Fehde zwischen Stadt, Presse und Intendant verlor Stachels seinen Intendantenposten, Kraft-Alexander führte die Geschäfte und wurde zu Beginn der Spielzeit 1964/65 offiziell Intendant des Konstanzer Hauses.
Kraft-Alexander war 1977 Gründungsmitglied der Deutsch-Polnischen Gesellschaft in Franken und wurde als solches jahrelang vom bayrischen Landesamt für Verfassungsschutz beobachtet. 1986 und 1991 wurde er über sein künstlerisches Wirken hinaus auch für sein Engagement um die Völkerverständigung mit dem Verdienstorden der Bundesrepublik Deutschland ausgezeichnet.
Am 10. März 2006 starb er im Alter von 80 Jahren in Fürth. Seine jüngste Tochter Stephanie (* 1959) aus seiner zweiten Ehe war bereits 1989 mit nur 30 Jahren verstorben.
Seine Tochter Feodora Hohenlohe (* 1952) ist Malerin; sie lebt und arbeitet in Berlin.
Sein Sohn Alexander Hohenlohe (* 1951), Diplom-Verwaltungswissenschaftler, leitete bis 2016 als Ministerialdirigent die Abteilung Arbeit im Sächsischen Staatsministerium für Wirtschaft, Arbeit und Verkehr.
Kraft-Alexander war langjähriger Regisseur der Klosterhofspiele in Langenzenn.

## Ehrungen
- 1986: Verdienstkreuz am Bande des Verdienstordens der Bundesrepublik Deutschland
- 1991: Verdienstkreuz 1. Klasse des Verdienstordens der Bundesrepublik Deutschland